# 下興野 (新潟市)
下興野（しもごや）は、新潟県新潟市秋葉区の町字。郵便番号は956-0867。

## 概要
1889年（明治22年）から現在の大字。能代川下流左岸に位置する。
もとは江戸時代から1889年（明治22年）まであった下興野の区域の一部で、地名は、能代川下流の興野（荒野）を意味する。

### 隣接する町字
北から東回り順に、以下の町字と隣接する。
- 北上
- 下興野町
- 新津本町
- 善道
- 新津

## 歴史
検地は1677年（延宝5年）と1860年（安政7年）。

### 年表
- 1889年（明治22年）4月1日 : 合併により三興野村の大字となり、村役場所在地となる。
- 1901年（明治34年）11月1日 : 合併により新津町の大字となる。
- 1951年（昭和26年）1月1日 : 新津町が市制を施行し新津市の大字となる。
- 2005年（平成17年）3月21日 : 合併により新潟市の大字となる。
- 2007年（平成19年）4月1日 : 新潟市の政令指定都市移行により、秋葉区の大字となる。
- 2014年（平成26年）10月14日 : 下興野の一部がさつき野4丁目に変更[5]。

## 交通
- 国道460号